# Boophis albilabris
Boophis albilabris é uma espécie de anfíbio da família Mantellidae.
Este anfíbio é endémico de Madagáscar e seus habitats naturais são: florestas subtropicais ou tropicais húmidas de baixa altitude, regiões subtropicais ou tropicais húmidas de alta altitude, rios, rios intermitentes e florestas secundárias altamente degradadas.
Esta espécie está ameaçada por perda de habitat.